# Stara Zburiivka, Hola Prîstan
Stara Zburiivka (în ucraineană Стара Збур'ївка) este o comună în raionul Hola Prîstan, regiunea Herson, Ucraina, formată numai din satul de reședință.

## Demografie
Componența lingvistică a comunei Stara Zburiivka
     Ucraineană (85,79%)
     Rusă (13,8%)
     Alte limbi (0,24%)
Conform recensământului din 2001, majoritatea populației comunei Stara Zburiivka era vorbitoare de ucraineană (85,79%), existând în minoritate și vorbitori de rusă (13,8%).